# Nemmuş
Nemmuş is een Turks gerecht, dat voornamelijk wordt gegeten in de omgeving van İskenderun. Het is de oorsprong van het bekendere gerecht kısır.
Nemmuş wordt gemaakt van bulgur, tomatenpuree, peperpuree en groene zomerkruiden zoals lenteui, peterselie, munt en basilicum. Nadat de bulgur een half uur in heet water zacht geworden is, mengt men de overige ingrediënten erdoor. Het wordt met de hand gegeten door het in slablaadjes of in gepocheerde koolbladeren te wikkelen. 
Een andere manier is om de nemmuş in koolbladeren of druivenbladeren tot een soort sigaar te rollen en in een beetje water te koken. Bij het eten kan men het dan dopen in een mengsel van olijfolie en knoflook.
Het gerecht komt oorspronkelijk uit de kustgebieden van Syrië en Libanon. Lang geleden werd het gebruikt op handelsschepen op de Middellandse Zee, omdat de ingrediënten lang houdbaar zijn.
In Turkije wordt het vooral gemaakt door de Arabische bevolking van de provincie Hatay. Toen zij later naar de steden Adana, Mersin en Tarsus emigreerden, namen ze het gerecht mee. Daar maakte men het gerecht minder scherp, door er minder scherpe tomatenpuree en peperpuree doorheen te doen. Zo was het gemakkelijker mee te nemen naar de katoenvelden als men het met een lepel kon eten. Ook deed men er komkommer en tomaat door. Zo ontstond het gerecht kısır.